# Evropská silnice E73
Mezinárodní silnice E73 je evropská silnice spojující Maďarsko s Jaderským mořem, vede z Budapešti do Opuzenu. Její celková délka je 702 km.

## Trasa
Silnice E73 prochází přes 3 země:

### Maďarsko
Budapešť – Dunaújváros – Szekszárd – Bóly – Mohács – Udvar

### Chorvatsko
Duboševica – Osijek – Velika Kopanica – Slavonski Šamac

### Bosna a Hercegovina
Šamac – Doboj – Sarajevo – Zenica – Sarajevo – Mostar

### Chorvatsko
Metković – Opuzen